# Eun Sun Kim
Eun Sun Kim (* 1980 in Seoul) ist eine international tätige südkoreanische Dirigentin und Chefdirigentin und Musikdirektorin der San Francisco Opera.

## Leben und Wirken
Kim erhielt im Alter von vier Jahren ersten Klavierunterricht. Sie studierte Komposition und Dirigieren an der Yonsei University in Seoul, u. a. bei Seung-Han Choi und anschließend an der Musikhochschule Stuttgart, wo sie ihr Studium mit Auszeichnung abschloss. In Madrid gewann sie 2008 den International Jesús López Cobos Opera Conducting Competition, woraufhin sie bis 2010 am Teatro Real als Assistenz-Dirigentin an der Seite von Dirigenten wie Jesús López Cobos, Ivor Bolton und Jiří Bělohlávek wirkte. Weitere Assistenzen führten zu einer Zusammenarbeit mit Kirill Petrenko, Bertrand de Billy und Simone Young.
Kim wirkte als Gastdirigentin in Europa und den Vereinigten Staaten und arbeitete dabei mit Orchestern wie unter anderem dem Orchestre National de France, den Stuttgarter Philharmonikern, der Jenaer Philharmonie, dem Philharmonischen Orchester Ulm, dem Beethoven Orchester Bonn, den Berliner Philharmonikern sowie den Orchestern Los Angeles Philharmonic, Oregon Symphony, Seattle Symphony, Cincinnati Symphony Orchestra oder den Sinfonieorchestern von Atlanta, Baltimore und Detroit.
Kim dirigierte Opernproduktionen u. a. an der English National Opera, der Bayerischen Staatsoper, der Berliner Staatsoper, der Semperoper, der Wiener Staatsoper, der Wiener Volksoper, der Oper Frankfurt, der Oper Zürich, der Oper Graz, der Königlichen Oper Stockholm, der Königlichen Oper Kopenhagen, der Oper Oslo und der Opéra de Toulon. Darunter zum Beispiel La Traviata, Rigoletto, Un ballo in maschera, Il barbiere di Siviglia, Lucia di Lammermoor, La Sonnambula, Carmen, Madama Butterfly, La Bohème, Ariadne auf Naxos, Hänsel und Gretel und Der fliegende Holländer sowie auch Operetten wie Die Fledermaus, Der Graf von Luxemburg und Die Csárdásfürstin
Ihr Opern-Debüt in den Vereinigten Staaten gab sie 2017 mit La Traviata an der Houston Grand Opera und erhielt dort den erstmals nach 25 Jahren vergebenen Titel des Ersten Gastdirigenten. 2018 dirigierte sie anstelle von James Levine Verdis Requiem beim Cincinnati May Festival das Cincinnati Symphony Orchestra. Zudem war sie zu Gast an der Los Angeles Opera und der Washington National Opera.
2019 debütierte sie mit Rusalka an der San Francisco Opera. Sie wurde Ende des Jahres 2019 mit Wirkung zum 1. August 2021 zur zukünftigen Musikdirektorin ernannt und wirkte bereits seit der Spielzeit 2020/21 an der Planung und musikalischen Leitung von neuen Musikproduktionen, wie zum Beispiel Beethovens Oper Fidelio. 2021 debütierte sie an der Metropolitan Opera mit La Bohème und gastierte mt diesem Werk dort bis 2022.